# Zru'a
Zru'a (hebrejsky זְרוּעָה‎, v oficiálním přepisu do angličtiny Zeru'a) je vesnice typu mošav v Izraeli, v Jižním distriktu, v Oblastní radě Sdot Negev.

## Geografie
Leží v nadmořské výšce 140 metrů na severozápadním okraji pouště Negev; v oblasti která byla od 2. poloviny 20. století intenzivně zúrodňována a zavlažována a ztratila charakter pouštní krajiny. Jde o zemědělsky obdělávaný pás přiléhající k pásmu Gazy a navazující na pobřežní nížinu. Podél západní strany mošavu teče vádí Nachal Zru'a, podél východní Nachal Šlachim.
Obec se nachází 18 kilometrů od břehu Středozemního moře, cca 69 kilometrů jihojihozápadně od centra Tel Avivu, cca 68 kilometrů jihozápadně od historického jádra Jeruzalému a 4 kilometry severovýchodně od města Netivot. Mošav Zru'a obývají Židé, přičemž osídlení v tomto regionu je etnicky převážně židovské. 9 kilometrů severozápadním směrem ale začíná pásmo Gazy s početnou arabskou (palestinskou) populací.
Zru'a je na dopravní síť napojena pomocí místní komunikace, jež ústí jižně od vesnice do lokální silnice 293.

## Dějiny

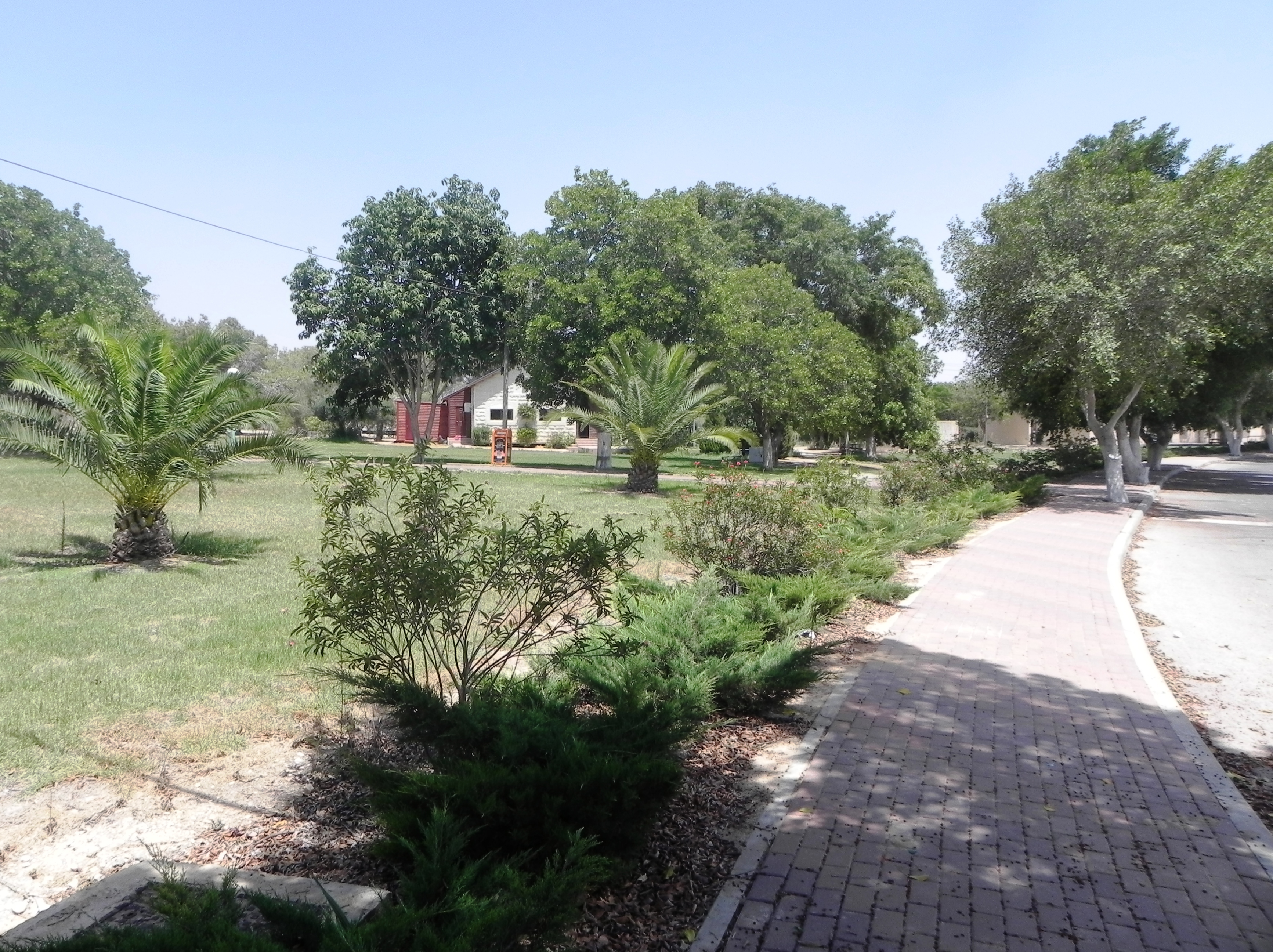
Vegetace v mošavu Zru'a

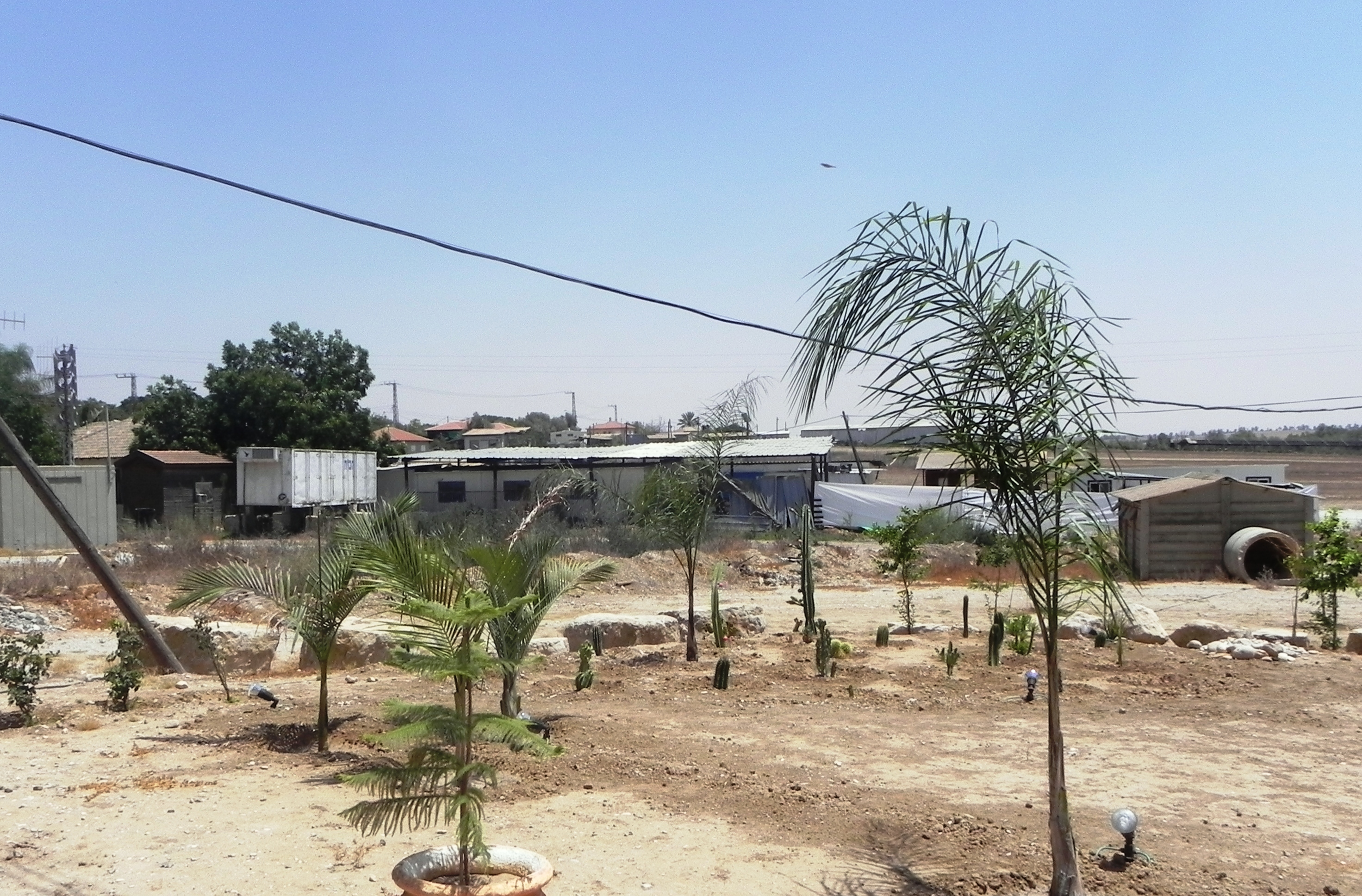
Zástavba v mošavu Zru'a

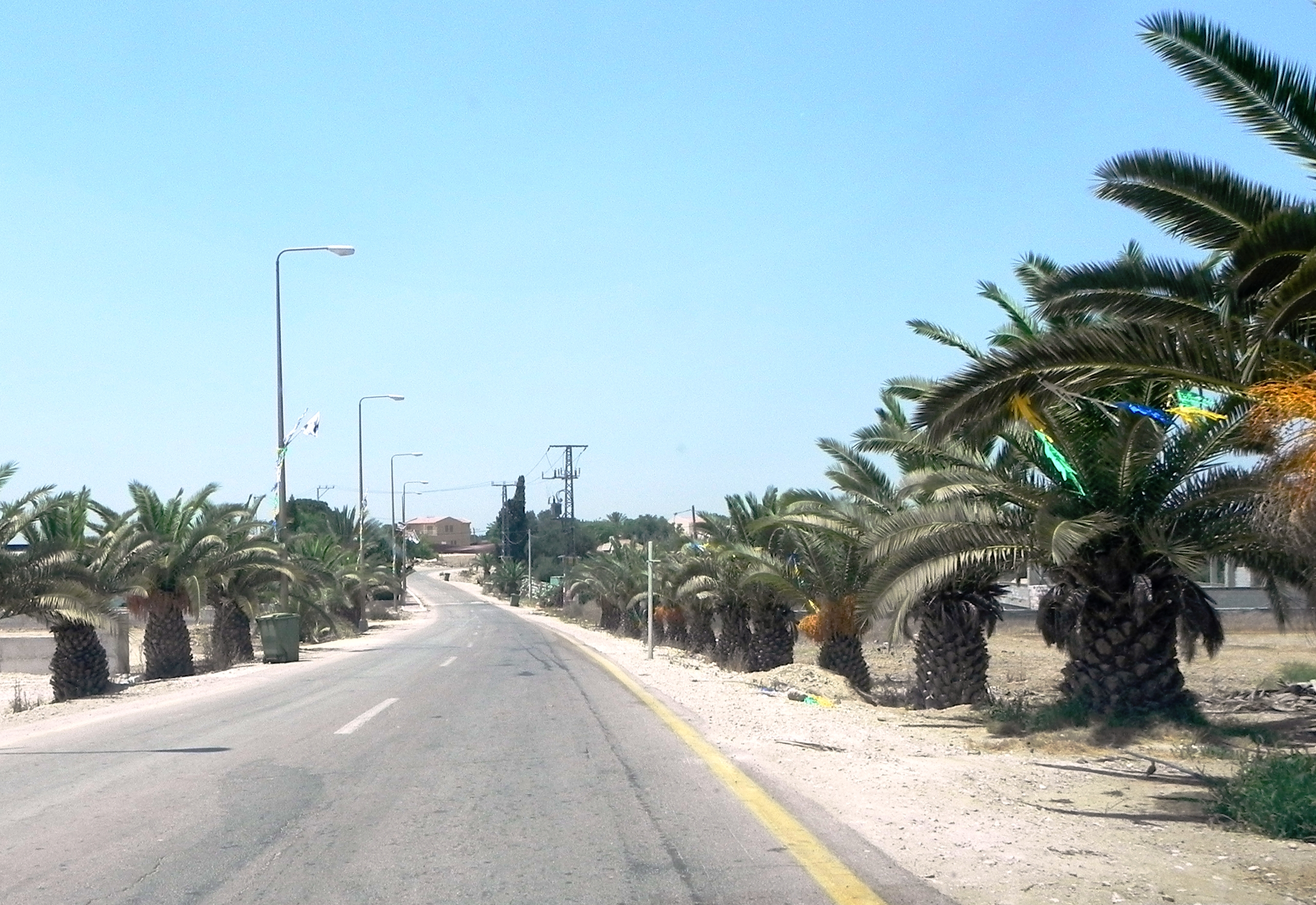
Vjezd do mošavu Zru'a

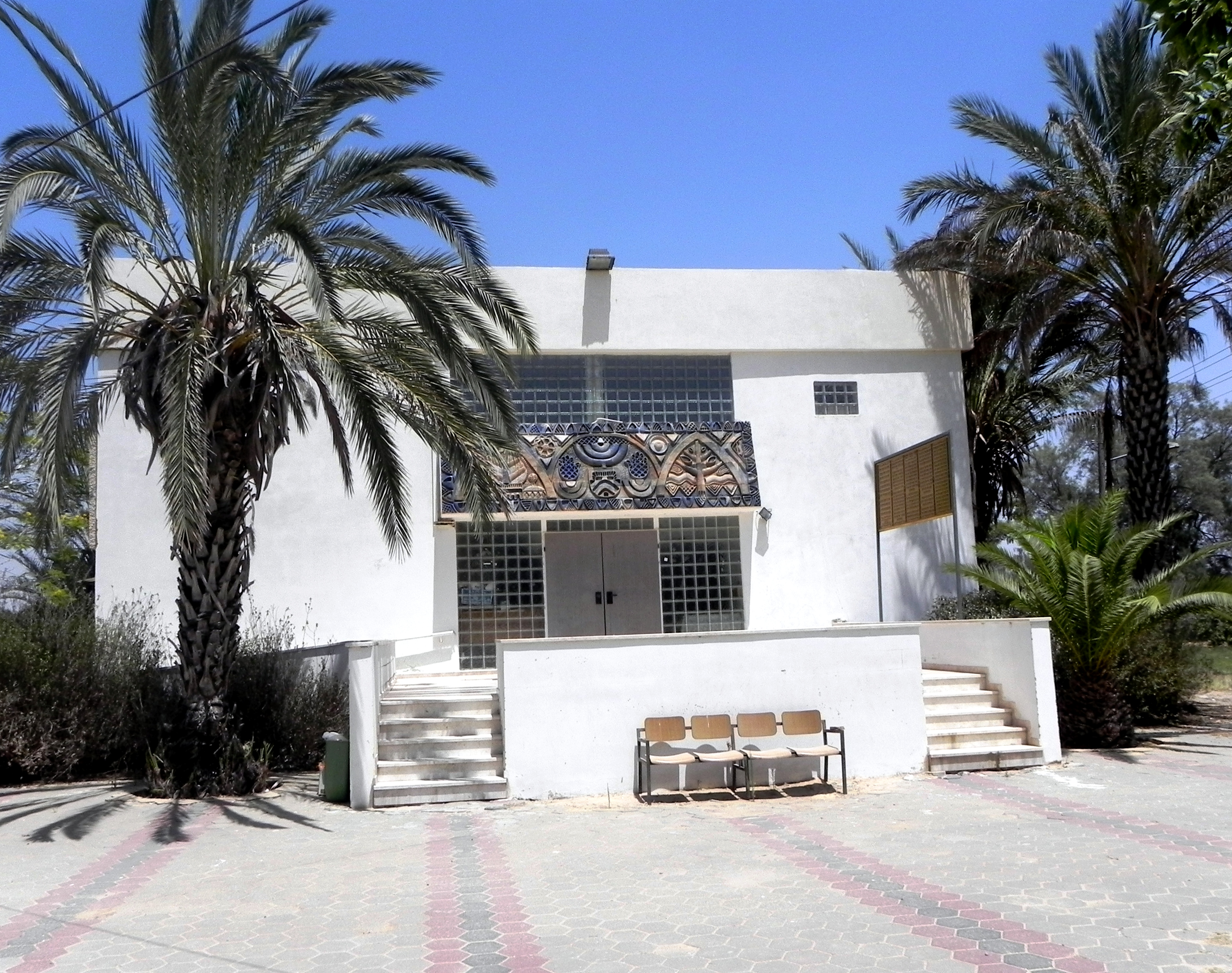
Synagoga v mošavu Zru'a

Zru'a byla založena v roce 1953. Zakladateli vesnice byla skupina Židů z Maroka, kteří se sem nastěhovali 13. srpna 1953. Příchozí byli napojeni na náboženskou sionistickou organizaci ha-Po'el ha-Mizrachi. Vznik mošavu byl součástí širší osidlovací aktivity státu Izrael. Koncem roku 1952 se totiž vláda rozhodla zrušit dosavadní provizorní přistěhovalecké tábory a přesměrovat jejich obyvatele do nových zemědělských osad. Po dvouleté přestávce se v Negevu plánovalo vybudování 23 nových sídel, přičemž Zru'a byla zařazena do podmnožiny osad označovaných Jišuvej ha-Šovalim (יישובי ה"שובלים). Nejprve byla pracovně nazývána Šoval 11 (שובל 11), podle nedaleké starší židovské osady Šoval. Nynější jméno mošavu je odvozeno od biblického citátu z Knihy Jeremjáš 2,2:„Jdi a provolávej v Jeruzalémě: Toto praví Hospodin: Připomínám ti zbožnost tvého mládí, tvou lásku před sňatkem, jak jsi za mnou chodila pouští, zemí neosívanou“.
Prvotní osadníci z řad marokánských Židů ale vesnici po krátké době opustili kvůli obtížným ekonomickým podmínkám. V letech 1956–1957 sem proto dorazila nová osadnická skupina tvořená opět židovskými přistěhovalci z Maroka. Vesnice měla zpočátku vlastní základní školu, později bylo zavedeno dojíždění do regionálních školských ústavů.
Místní ekonomika je orientována na zemědělství (sadovnictví, pěstování zeleniny, chov dobytka a drůbeže). Většina obyvatel ale pracuje mimo zemědělský sektor, jehož pokles vlivu přinesl i pokles populace mošavu. V obci funguje synagoga, mikve a sportovní areály.

## Demografie
Obyvatelstvo mošavu je nábožensky orientované. Podle údajů z roku 2014 tvořili naprostou většinu obyvatel v Zru'a Židé (včetně statistické kategorie "ostatní", která zahrnuje nearabské obyvatele židovského původu ale bez formální příslušnosti k židovskému náboženství).
Jde o menší obec vesnického typu s dlouhodobě rostoucí populací. K 31. prosinci 2014 zde žilo 335 lidí. Během roku 2014 populace klesla o 15,8 %.
| Rok            | 1961 | 1972 | 1983 | 1995 | 2001 | 2003 | 2004 | 2005 | 2006 | 2007 | 2008 | 2009 | 2010 | 2011 | 2012 | 2013 | 2014 |
| -------------- | ---- | ---- | ---- | ---- | ---- | ---- | ---- | ---- | ---- | ---- | ---- | ---- | ---- | ---- | ---- | ---- | ---- |
| Počet obyvatel | 368  | 281  | 292  | 194  | 201  | 230  | 246  | 260  | 242  | 265  | 248  | 266  | 285  | 303  | 385  | 398  | 335  |